# Prix et Profits
Pour plus de détails, voir Fiche technique et Distribution.
Prix et Profits est un film français réalisé par Yves Allégret, sorti en 1932.

## Synopsis
L’histoire économique des pommes de terre, du producteur au consommateur...
En collaboration avec le Mouvement Freinet, Yves Allégret réalise ce film mythique, qui sera proposé aux enseignants en bobines 9,5mm.
Il y expose les mécanismes du capitalisme en suivant le parcours d’une pomme de terre, du producteur au consommateur. Quelques amis du réalisateur font de la figuration : Marcel Duhamel, Pierre Prévert et Jacques Prévert, Lily Masson...

## Fiche technique
- Titre original : Prix et profits, la pomme de terre
- Réalisation : Yves Allégret
- Scénario : Yves Allégret, Michel Collinet
- Photographie : Éli Lotar
- Société de production : CEL
- Pays :  France
- Format : Noir et blanc - Muet   - 35 mm
- Genre : Court métrage
- Durée : 20 minutes
- Dates de sortie : 
  - France : 1932
  - Sortie DVD en France : 10 avril 2006 - édité par Doriane Films et l'ICEM, distribué avec le film L'École buissonnière (1949) de Jean-Paul Le Chanois

## Distribution
- Jacques Prévert : commis des Halles
- Pierre Prévert : commis des Halles
- Marcel Duhamel : L'ouvrier
- Isabelle Kloucovsky : La femme de l'ouvrier
- Lily Masson : La fillette de l'ouvrier